# 市姬
市姬（1607年1月28日—1610年3月7日），德川家康五女，也是最後一個孩子，母親為側室阿梶之方。據說因為家康希望女兒能像織田信長的妹妹阿市一樣成為絕世美女，因而命名為市姬。

## 生平
原本已經約定好，將來要將市姬嫁給伊達政宗的嫡子伊達忠宗，但是因為市姬夭折的關係，這件事便作罷了。不過忠宗後來娶的妻子仍然也是德川家出身的女子，即池田輝政與家康次女督姬所生的女兒振姬，以將軍德川秀忠的養女名義出嫁。
也有一個說法是家康希望市姬長大後與後水尾天皇結婚，以達到讓公武兩方合而為一的目的。但是因為市姬夭折，才由與市姬年紀相當的秀忠幼女和姬做為頂替的對象。
早逝的市姬後來葬在華陽院，法名「清雲院殿圓芳功心大童女」，又一說是「一照院殿圓芳功心大童女」。